# Dua Lalan
Das Dua Lalan (Dua Lanan = englisch dual purpose) ist ein Schwert von der Insel Sulawesi.

## Beschreibung
Das Dua Lalan hat eine gerade, einschneidige Klinge. Die Klinge ist am Heft genau so breit wie am Ort, welcher abgerundet ist. Es hat weder Mittelgrat noch Hohlschliff. Das Heft besteht im Allgemeinen aus Holz oder Horn, hat kein Parier und ist mit Schnitzereien verziert oder mit Metalldraht oder Blech umwickelt und verziert. Die Scheiden bestehen aus Holz, haben am unteren Ende einen kleinen Absatz und sind mit Rattanschnüren umwickelt. Das Dua Lalan wird auf Sulawesi als Kriegs- und als Zeremonialschwert unter anderem bei der Opferung von Stieren benutzt.